# بیماری کیکوچی

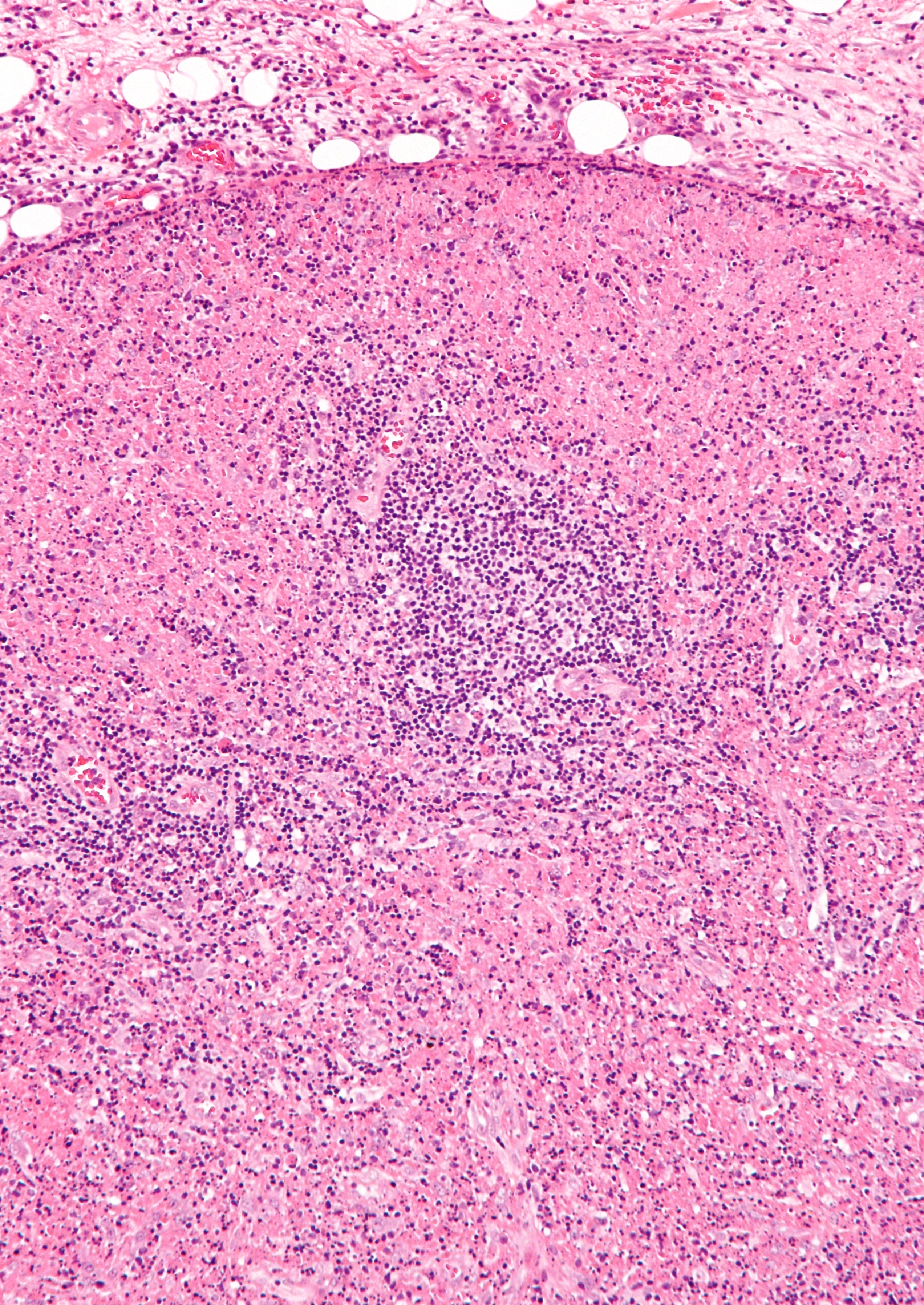
بیماری کیکوچی

بیماری کیکوچی (انگلیسی: Kikuchi disease) یک بیماری نادر و خوش‌خیم است.
این بیماری نخستین بار توسط دکتر ماساهیرو کیکوچی(۱۹۳۵–۲۰۱۲) در سال ۱۹۷۲ و همچنین به صورت کاملاً مستقل توسط یو فوجیموتو بیان شد. این بیماری تحت عنوان نام هیستوسیتیک نکروتیز لنفادنیت نیز وجود دارد.

## علائم
علائم شامل تب، بزرگ شدن غدد لنفاوی، کهیر پوستی، سردرد و التهاب مفاصل می‌باشد. به ندرت بزرگ شدن کبد و طحال و همچنین درگیری‌های سیستم عصبی شبیه مننژیت نیز دیده می‌شود. گاهی اوقات خستگی بیشتر از حد و درد در عضلات و مفاصل نیز در افراد دیده می‌شود.

## علت
علت دقیق این بیماری مشخص نیست اما دلایلی مانند ویروس، باکتری و حتی خودایمنی نیز پیشنهاد شده‌است.
اما امروزه این بیماری را نتیجه پاسخ بیش ازحد دستگاه ایمنی به مجموعه متفاوتی از عوامل عفونی، شیمیایی، فیزیکی می‌باشد.

## تشخیص
تشخیص ان با کمک نمونه برداری از گره لنفاوی است.
به دلیل داشتن نشانه‌ها ی مشابه با بیماری‌های مختلف ممکن است در تشخیص ان اشتباه شود.

## درمان
درمان مشخصی برای این بیماری وجود ندارد. البته برای درمان گره‌های لنفاوی و تب از داروهای ضد التهاب غیر استروییدی استفاده می‌شود. در صورت بالارفتن تب و بزرگ شدن چندگانه غدد لنفاوی گردن دوز پایین داروهای کورتیکواسترویید برای این بیماری استفاده می‌شود.
البته طبق یک سری آزمایش جدید تزریق داخل رگی ایمونوگلوبین‌ها می توند در درمان این بیماری موفقیت‌آمیز باشد.